# Rivière Rondeau
La rivière Rondeau est un affluent de la rivière Jacquot coulant dans la municipalité de Saint-Léonard-de-Portneuf, dans la municipalité régionale de comté (MRC) de Portneuf, dans la région administrative de la Capitale-Nationale, dans la province de Québec, au Canada.
La partie supérieure de la rivière est surtout desservie par la route 367 (chemin du rang Saint-Paul), par le chemin du rang Saint-Antoine et la route de la Traverse du 5e Rang,.
Les principales activités économiques du secteur sont la foresterie et les activités agricoles.
La surface de la rivière Rondeau (sauf les zones de rapides) est généralement gelée de début décembre à fin mars, mais la circulation sécuritaire sur la glace se fait généralement de fin décembre à début mars.

## Géographie
La rivière Rondeau prend sa source du lac Bleu (longueur : 0,9 km ;  altitude 232 m) lequel est encaissé entre les montagnes. La rive sud-est de ce lac a une vocation de villégiature, située en zone forestière dans la partie nord-ouest de la municipalité de Saint-Léonard-de-Portneuf. Ce lac est surtout alimenté par la décharge du lac du Canard (venant du sud-ouest) et la décharge du lac Vert (venant du nord-ouest).
À partir de l'embouchure du lac Bleu, la rivière Rondeau coule sur 7,8 km avec une dénivellation de 90 m, selon les segments suivants :
- 1,4 km vers le sud-est notamment en traversant le lac Gérard (altitude 191 m) en affichant un dénivelé de 62 m jusqu'à un coude de rivière ;
- 3,1 km vers le nord-est, en passant dans le hameau de Allen's Mill, en recueillant la décharge (venant du nord) d'un petit lac non identifié, en allant vers l'est, puis bifurquant à nouveau vers le nord-est jusqu'à un coude de rivière ;
- 0,9 km vers l'est, bifurquant vers le sud-est, jusqu'au ruisseau Trudel (venant du nord) ;
- 0,7 km vers le sud jusqu'au pont de la route 367 ;
- 1,7 km d'abord vers le sud, le sud-est, puis le sud à nouveau, jusqu'à son embouchure[3].

À partir de son embouchure, la rivière Rondeau coule sur 7,0 km généralement vers le sud en suivant le cours de la rivière Jacquot qui se déverse sur la rive nord-ouest de la rivière Sainte-Anne à 2,8 km en aval du pont des Cascades. De là, le courant descend sur 55,0 km généralement vers le sud et le sud-ouest en suivant le cours de la rivière Sainte-Anne, jusqu'à la rive nord-ouest du fleuve Saint-Laurent.

## Toponymie
Le toponyme rivière Rondeau a été officialisé le 2 mai 1985 à la Banque des noms de lieux de la Commission de toponymie du Québec.